# Bahnstrecke Farmington–Marbles
| Streckenlänge: | 75 km               |                                                |                             |
| Spurweite: | 610 mm (2-Fuß-Spur) |                                                |                             |
| Zweigleisigkeit: | –                   |                                                |                             |
| |                     |                                                |                             |
| Gesellschaft: | SR&RL               |                                                |                             |
| \| \| 0 \| Farmington ME \| Farmington ME \| \| \| \| nach Brunswick (Normalspur) \| \| \| \| 5 \| Fairbanks ME \| Fairbanks ME \| \| \| 11½ \| Maplewood ME \| Maplewood ME \| \| \| 13 \| South Strong ME \| South Strong ME \| \| \| 18½ \| Strong ME \| Strong ME \| \| \| \| nach Bigelow \| \| \| \| 22½ \| Avon ME \| Avon ME \| \| \| \| Sandy River \| \| \| \| 29 \| Phillips ME \| Phillips ME \| \| \| \| Sandy River \| \| \| \| \| Streckenende (nördl. Brückenkopf) \| \| \| \| \| Streckenende (Bridge Street) Bahnhof „Sanders“ \| \| \| \| 34 \| Bragg Corner ME \| Bragg Corner ME \| \| \| 37 \| Madrid ME \| Madrid ME \| \| \| \| Sandy River \| \| \| \| 38½ \| Madrid Junction ME \| Madrid Junction ME \| \| \| \| nach Number 6 \| \| \| \| \| Sandy River \| \| \| \| \| Sandy River \| \| \| \| \| Sandy River \| \| \| \| 40 \| Reeds ME \| Reeds ME \| \| \| 45 \| Sanders ME \| Sanders ME \| \| \| \| nach Barnjum \| \| \| \| 48½ \| Perham Junction ME \| Perham Junction ME \| \| \| 54½ \| Redington ME \| Redington ME \| \| \| 64½ \| Eustis Junction ME \| Eustis Junction ME \| \| \| \| nach Berlin Mills \| \| \| \| \| Dead River \| \| \| \| 66 \| Dallas ME \| Dallas ME \| \| \| 67½ \| Dead River ME \| Dead River ME \| \| \| 71 \| Gull Pond ME \| Gull Pond ME \| \| \| 74 \| Rangeley ME \| Rangeley ME \| \| \| 75 \| Marbles ME \| Marbles ME \| |                     |                                                |                             |
| Kopfbahnhof Streckenanfang (Strecke außer Betrieb) | 0                   | Farmington ME                                  | Farmington ME               |
| Abzweig geradeaus und nach links (Strecke außer Betrieb) |                     | nach Brunswick (Normalspur)                    | nach Brunswick (Normalspur) |
| Bahnhof (Strecke außer Betrieb) | 5                   | Fairbanks ME                                   | Fairbanks ME                |
| Haltepunkt / Haltestelle (Strecke außer Betrieb) | 11½                 | Maplewood ME                                   | Maplewood ME                |
| Bahnhof (Strecke außer Betrieb) | 13                  | South Strong ME                                | South Strong ME             |
| Bahnhof (Strecke außer Betrieb) | 18½                 | Strong ME                                      | Strong ME                   |
| Abzweig geradeaus und nach rechts (Strecke außer Betrieb) |                     | nach Bigelow                                   | nach Bigelow                |
| Haltepunkt / Haltestelle (Strecke außer Betrieb) | 22½                 | Avon ME                                        | Avon ME                     |
| Brücke über Wasserlauf (Strecke außer Betrieb) |                     | Sandy River                                    | Sandy River                 |
| Bahnhof (Strecke außer Betrieb) | 29                  | Phillips ME                                    | Phillips ME                 |
| Brücke über Wasserlauf (Strecke außer Betrieb) |                     | Sandy River                                    | Sandy River                 |
| |                     | Streckenende (nördl. Brückenkopf)              |                             |
| |                     | Streckenende (Bridge Street) Bahnhof „Sanders“ |                             |
| Haltepunkt / Haltestelle (Strecke außer Betrieb) | 34                  | Bragg Corner ME                                | Bragg Corner ME             |
| Bahnhof (Strecke außer Betrieb) | 37                  | Madrid ME                                      | Madrid ME                   |
| Brücke über Wasserlauf (Strecke außer Betrieb) |                     | Sandy River                                    | Sandy River                 |
| Haltepunkt / Haltestelle (Strecke außer Betrieb) | 38½                 | Madrid Junction ME                             | Madrid Junction ME          |
| Abzweig geradeaus und nach links (Strecke außer Betrieb) |                     | nach Number 6                                  | nach Number 6               |
| Brücke über Wasserlauf (Strecke außer Betrieb) |                     | Sandy River                                    | Sandy River                 |
| Brücke über Wasserlauf (Strecke außer Betrieb) |                     | Sandy River                                    | Sandy River                 |
| Brücke über Wasserlauf (Strecke außer Betrieb) |                     | Sandy River                                    | Sandy River                 |
| Haltepunkt / Haltestelle (Strecke außer Betrieb) | 40                  | Reeds ME                                       | Reeds ME                    |
| Haltepunkt / Haltestelle (Strecke außer Betrieb) | 45                  | Sanders ME                                     | Sanders ME                  |
| Abzweig geradeaus und von rechts (Strecke außer Betrieb) |                     | nach Barnjum                                   | nach Barnjum                |
| Bahnhof (Strecke außer Betrieb) | 48½                 | Perham Junction ME                             | Perham Junction ME          |
| Haltepunkt / Haltestelle (Strecke außer Betrieb) | 54½                 | Redington ME                                   | Redington ME                |
| Bahnhof (Strecke außer Betrieb) | 64½                 | Eustis Junction ME                             | Eustis Junction ME          |
| Abzweig geradeaus und nach rechts (Strecke außer Betrieb) |                     | nach Berlin Mills                              | nach Berlin Mills           |
| Brücke über Wasserlauf (Strecke außer Betrieb) |                     | Dead River                                     | Dead River                  |
| Bahnhof (Strecke außer Betrieb) | 66                  | Dallas ME                                      | Dallas ME                   |
| Haltepunkt / Haltestelle (Strecke außer Betrieb) | 67½                 | Dead River ME                                  | Dead River ME               |
| Haltepunkt / Haltestelle (Strecke außer Betrieb) | 71                  | Gull Pond ME                                   | Gull Pond ME                |
| Bahnhof (Strecke außer Betrieb) | 74                  | Rangeley ME                                    | Rangeley ME                 |
| Haltepunkt / Haltestelle Streckenende (Strecke außer Betrieb) | 75                  | Marbles ME                                     | Marbles ME                  |

Die Bahnstrecke Farmington–Marbles ist eine Eisenbahnstrecke in Maine (Vereinigte Staaten). Sie ist rund 75 Kilometer lang. Die Strecke war in der Spurweite von zwei Fuß (610 mm) gebaut und ist stillgelegt. In Phillips ist ein kurzes Stück als Museumsbahn wiederaufgebaut worden.

## Geschichte
Am Oberlauf des Sandy River gab es im 19. Jahrhundert zahlreiche Holzfällercamps. Ursprünglich sollte die Bahnstrecke Brunswick–Farmington der Maine Central Railroad entlang des Flusses nach Norden verlängert werden. Aus Kostengründen lehnte die Bahngesellschaft dies jedoch ab. George E. Mansfield hatte Mitte der 1870er Jahre die Billerica and Bedford Railroad in Massachusetts gebaut, die eine Spurweite von zwei Fuß (610 mm) hatte. Er wurde 1878 beauftragt, die Sandy River Railroad zu bauen. Da die Billerica&Bedford pleitegegangen war, konnte man günstig fast neue Loks und Wagen beschaffen. Die Strecke wurde zügig gebaut und am 20. November 1879 bis Phillips eröffnet, zehn Tage vor dem vereinbarten Termin.
1889 wurde die Phillips and Rangeley Railroad gegründet, die die Strecke verlängerte. Im April 1890 erreichten die ersten Züge Dallas und am 10. Juni 1891 ging die geplante Strecke bis Rangeley am Rangeley Lake in Betrieb. Die beiden Bahngesellschaften benutzten in Phillips einen gemeinsamen Bahnhof, die Betriebsführung war jedoch getrennt. Weitere Planungen zur Verlängerung der Strecke einerseits nach Süden bis Gardiner am Kennebec River und andererseits nach Westen bis Oquossoc, wo damals die Bahnstrecke Rumford Junction–Kennebago endete, wurden nicht verwirklicht. 1906 verlängerte die Phillips&Rangeley die Bahn dennoch um einige hundert Meter bis an das Seeufer, wo ein neues Hotel gebaut worden war. Die Endstation Marbles verfügte nicht über ein Umsetzgleis, sodass die Züge in Rangeley wendeten und bis Marbles rückwärts fuhren.
1908 fusionierten die beiden Bahngesellschaften, nachdem die Phillips&Rangeley pleitegegangen war, zur Sandy River and Rangeley Lakes Railroad. 1911 erwarb die Maine Central die Bahn, überließ ihr aber weiterhin die Betriebsführung. Der Fahrplan vom 8. Mai 1916 sah an Werktagen ein Zugpaar Farmington–Marbles, zwei Zugpaare Farmington–Phillips sowie ein Zugpaar Strong–Rangeley vor sowie an Sonntagen ein Zugpaar Farmington–Rangeley. Die Fahrzeit von Farmington bis Marbles betrug zwischen zweieinhalb und drei Stunden.
Nachdem 1923 der Lokschuppen in Phillips einem Brand zum Opfer gefallen war, übergab die Maine Central die Bahn wieder in die Hände der privaten Investoren, die sie 1908 gegründet hatten. Ab 1926 fuhren keine reinen lokbespannten Personenzüge mehr auf der Strecke. Ein Teil der Züge wurde durch Dieseltriebwagen ersetzt, die übrigen fuhren als Mixed Trains.
Am 8. Juli 1932 wurde der Gesamtbetrieb zunächst eingestellt. Ein Güterkunde der Bahn legte jedoch Einspruch gegen die Stilllegung ein und so nahm die Gesellschaft den Bahnbetrieb zwischen Farmington und Phillips am 17. April 1933 wieder auf. Im Herbst 1934 baute man die Gleise zwischen Phillips und Marbles ab und verkaufte sie. Nachdem die Stilllegung der Bahn doch noch genehmigt worden war, stellte die Gesellschaft den Gesamtbetrieb am 30. Juni 1935 erneut ein und baute die Strecke bis zum Herbst 1936 ab.
1970 beschlossen Eisenbahnfans in Phillips, einen Teil der Strecke als Museumsbetrieb wiederaufzubauen. Ab 1985 wurde auch der Name „Sandy River and Rangeley Lakes Railroad“ wieder verwendet. Heute kann ein kurzes Stück bei Phillips an Wochenenden wieder befahren werden. Eingesetzt wird ein mit Benzin betriebener Nachbau der Lok 4 der Sandy River Railroad sowie drei weitere diesel- und benzinbetriebene Lokomotiven. Der Lokschuppen sowie die Endstation befinden sich an der Bridge Street. Das Wartehäuschen des ehemaligen Haltepunkts Sanders wurde hier originalgetreu wieder aufgebaut.
In Strong errichteten Eisenbahnfreunde am ehemaligen Bahnhof ein kurzes Gleisstück, auf dem am 29. September 2001, anlässlich der 200-Jahr-Feier des Ortes, die Lok 3 (ehemals Monson Railroad) des Maine Narrow Gauge Railroad Museums in Portland zum Einsatz kam. Sie wurde eigens für diese Veranstaltung auf einem Tieflader nach Strong gebracht. Ansonsten wird das Gleis nicht befahren.

## Streckenbeschreibung
Die Strecke beginnt im Bahnhof Farmington wo ein gemeinsamer Bahnsteig mit der Maine Central Railroad bestand. Sie verläuft entlang des kurvenreichen Sandy River und überquert den Fluss dabei mehrfach. Ab Madrid Junction, wo der nördliche und der südliche Arm des Sandy River zusammenfließen, folgt die Trasse dem nördlichen Nebenfluss. Von Reeds bis kurz vor Dallas wird die ehemalige Bahnstrecke heute durch eine unbefestigte Straße benutzt. Etwa bei Redington ändert sich die Hauptrichtung der Strecke von Norden nach Westen. In Dallas verläuft die Bahn kurzzeitig entlang des Dead River, um wenig später nach Südwesten abzubiegen. Kurz vor Rangeley wird die Trasse heute durch eine Snowmobilpiste genutzt. Der eigentliche Endbahnhof befand sich etwas abseits des Sees an der Depot Street. Die Strecke führte noch einige hundert Meter weiter zum Seeufer, wo jedoch aus Platzgründen nur ein kurzer Bahnsteig errichtet wurde.